# Саша Видић
Саша Видић (Млака, 18. јануар 1971 — Београд, 23. април 2023) био је српски модни стилиста, дизајнер и модни критичар.

## Биографија
Рођен је 1971. у селу Млака, а основну и средњу школу завршио је у Пакрацу. Ретко је говорио о свом детињству, али је истицао да је било срећно и безбрижно. Након почетка рата у Хрватској његова породица је протерана из славонског села Млака, па се заједно са стрицем и братом преселио у Бањалуку, а након тога са мајком код ујака у Београд, 1991. године.

Моја породица је 1991. протерана из славонског села Млака. Срби су морали да се иселе иначе би завршили као њихови преци у неком од логора. Крај у ком сам одрастао и за време НДХ је очишћен од Срба. Отишао сам са стрицем и млађим братом преко Саве, са збегом у дрвеном чамцу, баш онаквим каквим га је описивао Владимир Назор. — Саша Видић

По доласку у Београд уписао је Факултет за уметност и дизајн, смер Модни дизајн. Видић није имао стална примања па је напустио факултет. За себе је говорио да је „напоран, тежак, захтеван и сујетан пријатељ”, као и да је попут свих уметника „помало луд”, али је сматрао да је „добар човек”. Истицао је да га немар и неодговорност у послу избацују из такта, а да га у Србији нервира недостатак елементарне културе. Волео је да путује и чита књиге.
Истакао је да се по доласку у Београд дружио са Бранком Катић и Сергејом Трифуновићем. Његови пријатељи били су Светлана Цеца Ражнатовић, Никола Рађен, Ана Кокић, Вујадин Савић, Наташа Беквалац, Татјана Војтеховски и други.
Живео је  у новобеоградском Блоку 63 у Београду.
Преминуо је 24. априла 2023. године у КБЦ „Бежанијска коса”. Кремиран је 27. априла 2023. на Новом гробљу у Београду.

## Каријера
Видићева прва креација је била хаљина коју је српска глумица Бранка Катић носила на додели награда након премијере филма Ми нисмо анђели, 1992. године. После тога је наставио да креира, а прву колекцију властитог бренда „Броз” представио је у септембру 1997. године у подземној железничкој страници „Вуков споменик”.
Радио је као костимограф на Радио телевизији Србије, а потом 14 година провео у модној кући „Зекстра”, где је креирао бројне колекције за овај бренд и дизајнирао униформе за приватна и јавна предузећа и установе, али и за бројне пословне људе у Србији и њеном региону.
Био је власник „Атељеа СВ” у Београду, а држао је и кафић под називом „Diamond room”, који је отворио 2011. године. Радио је у модној кући „Clik”, и сарађивао са Дејаном Милићевићем на снимању спотова за бројне певаче. Био је учесник хуманитарног шоуа Плес са звездама и члан жирија музичког такмичења Пинкове звездице.
У листовима Свет, Блиц жена износио је критичка мишљења о облачењу познатих личности. У периоду од маја до јула 2019. као критичар писао је на веб-сајту „Телеграф”. Српску естраду коментарисао је и у емисији Ексклузив на Првој српској телевизији. Гостовао је у многобројним емисијама као модни жири, а од маја до јуна 2019. године водио је емисију „456 секунди са Сашом Видићем”.
Дизајнирао је одећу за српске спортисте који су учествовали на Летњим олимпијским играма 2012. године у Лондону, а након тога и за фудбалску репрезентацију Србије пред почетак Светског првенства 2018. године у Русији.
Модни узори били су му Доменико Долче, Стефано Габана и Марк Џејкобс, бивши креатор модне куће Луј Витон.
Сарађивао је са јавним личностима, а неки од њих били су Јелена Карлеуша, Светлана Цеца Ражнатовић, Сека Алексић, Александра Пријовић, Лепа Брена, Здравко Чолић, Саша Матић и други. Истицао је да је сарађивао са Александром Вучићем и Томиславом Николићем, а да му је била част што су његове креације носили Новак Ђоковић, Милица Мандић, Јасна Шекарић, Андрија Прлаиновић и други спортисти.